# Anna Maria di Anhalt
Anna Maria di Anhalt, in polacco Anna Maria Anhalcka (Zerbst, 13 giugno 1561 – Brzeg, 14 novembre 1605), fu per nascita un membro della Casa di Ascania e principessa di Anhalt; con il matrimonio divenne Duchessa di Legnica-Brzeg-Oława-Wołów.
Anna Maria era la figlia maggiore di Gioacchino Ernesto, principe di Anhalt, e della prima moglie Agnese, figlia di Volfango I di Barby-Mühlingen.

## Biografia
Nel 1570, Anna Maria, all'età di nove anni, succedette alla zia paterna Elisabetta nel ruolo di badessa di Gernrode e Frose. Questa dignità era comunque puramente titolare; i territori dell'abbazia erano infatti stati incorporati nel principato di Anhalt, con il padre come amministratore e detentore del diritto di voto al Reichstag spettante a Gernrode.
Nel 1577 Anna Maria venne sollevata dall'incarico di badessa per poter sposare Gioacchino Federico, figlio maggiore ed erede di Giorgio II il Pio, duca di Brzeg. Il matrimonio venne celebrato a Brzeg il 19 maggio dello stesso anno. A succederle come badessa fu la sorella minore Sibilla.
Il duca Giorgio II morì nel 1586 e il figlio salì al trono, ma unicamente a quelli di Oława e Wołów, in quanto la città di Brzeg venne data alla vedova Barbara di Brandeburgo come Oprawa wdowia (appannaggio vedovile). Anna Maria e il marito si stabilirono quindi a Oława. Solo tre anni più tardi, nel 1589, Anna Maria diede alla luce il primo dei suoi sei figli.
Dopo la morte del fratello Giovanni Giorgio nel 1592, Gioacchino Federico divenne l'unico rettore di Oława-Wołów. Con la rinuncia della Oprawa wdowia da parte della vedova di Giovanni Giorgio nel 1594 e la morte di Barbara di Brandeburgo nel 1595, Gioacchino Federico fu finalmente in grado di riunire l'intero ducato. Nel suo testamento, completato il 16 dicembre 1595, egli concesse il distretto di Oława alla moglie come appannaggio vedovile.
Suo marito Gioacchino Federico morì il 25 marzo 1602; Anna Maria assunse quindi la reggenza per conto dei due figli sopravvissuti, Giovanni Cristiano e Giorgio Rodolfo, all'epoca minorenni. Oltre alla sua funzione di reggente ella diventò duchessa regnante di Oława, in ottemperanza al testamento del coniuge defunto.
Anna Maria morì tre anni dopo il marito. Dal momento che i suoi figli erano ancora minorenni, la reggenza venne assunta dalla cognata Elisabetta Maddalena di Brieg e dal marito Carlo II di Poděbrady, duca di Ziębice-Oleśnica, fino al 1609, anno in cui Giovanni Cristiano divenne maggiorenne e assunse il governo.

## Discendenza
Anna Maria diede al marito sei figli:
- Giorgio Ernesto (1589);
- Giovanni Cristiano di Brieg (1591 - 1639), sposò in prime nozze Dorotea Sibilla di Brandeburgo e in seconde nozze Anna Edvige, creata principessa di Sitzsch; i figli nati dal secondo matrimonio portarono il titolo di Signori o Conti di Liegnitz;
- Barbara Agnese (1583/1593 - 1631), andò in sposa a Hans Ulrich Schaffgotsch principe di Kynast e Greiffenstein;
- Giorgio Rodolfo di Legnica (1595 - 1653), sposò in prime nozze la principessa Sofia Elisabetta di Anhalt-Dessau e in seconde nozze la principessa Elisabetta Maddalena di Münsterberg-Öls;
- Anna Maria (1596 circa - prima del 1602);
- Maria Sofia (1601 - 1654).

## Ascendenza
|                              |   |                             | Genitori                  |  |  | Nonni |  |  | Bisnonni |  |  | Trisnonni |  |
|                              |   |                             |                           |  |  |       |  |  | …        |  |  | …         |  |
|                              |   |                             |                           |  |  |       |  |  | …        |  |  | …         |  |
|                              |   | …                           |                           |  |  |       |  |  | …        |  |  |           |  |
| Giovanni II di Anhalt-Dessau |   |                             |                           |  |  |       |  |  | …        |  |  |           |  |
|                              |   | …                           | …                         |  |  |       |  |  |          |  |  |           |  |
|                              |   | …                           | …                         |  |  |       |  |  |          |  |  |           |  |
|                              |   | …                           | …                         |  |  |       |  |  |          |  |  |           |  |
| Gioacchino Ernesto di Anhalt |   | …                           |                           |  |  |       |  |  |          |  |  |           |  |
|                              |   | Gioacchino I di Brandeburgo | Giovanni I di Brandeburgo |  |  |       |  |  |          |  |  |           |  |
|                              |   | Gioacchino I di Brandeburgo | Giovanni I di Brandeburgo |  |  |       |  |  |          |  |  |           |  |
|                              |   | Gioacchino I di Brandeburgo | Margherita di Sassonia    |  |  |       |  |  |          |  |  |           |  |
| Margherita di Brandeburgo    |   | Gioacchino I di Brandeburgo |                           |  |  |       |  |  |          |  |  |           |  |
|                              |   | Elisabetta di Danimarca     | Giovanni di Danimarca     |  |  |       |  |  |          |  |  |           |  |
|                              |   | Elisabetta di Danimarca     | Giovanni di Danimarca     |  |  |       |  |  |          |  |  |           |  |
|                              |   | Elisabetta di Danimarca     | Cristina di Sassonia      |  |  |       |  |  |          |  |  |           |  |
| Anna Maria di Anhalt         |   | Elisabetta di Danimarca     |                           |  |  |       |  |  |          |  |  |           |  |
|                              | … | …                           |                           |  |  |       |  |  |          |  |  |           |  |
|                              | … | …                           |                           |  |  |       |  |  |          |  |  |           |  |
|                              | … | …                           |                           |  |  |       |  |  |          |  |  |           |  |
| Wolfgang von Barby           | … |                             |                           |  |  |       |  |  |          |  |  |           |  |
|                              |   | …                           | …                         |  |  |       |  |  |          |  |  |           |  |
|                              |   | …                           | …                         |  |  |       |  |  |          |  |  |           |  |
|                              |   | …                           | …                         |  |  |       |  |  |          |  |  |           |  |
| Agnese di Barby              |   | …                           |                           |  |  |       |  |  |          |  |  |           |  |
|                              |   | …                           | …                         |  |  |       |  |  |          |  |  |           |  |
|                              |   | …                           | …                         |  |  |       |  |  |          |  |  |           |  |
|                              |   | …                           | …                         |  |  |       |  |  |          |  |  |           |  |
| …                            |   | …                           |                           |  |  |       |  |  |          |  |  |           |  |
|                              |   | …                           | …                         |  |  |       |  |  |          |  |  |           |  |
|                              |   | …                           | …                         |  |  |       |  |  |          |  |  |           |  |
|                              |   | …                           | …                         |  |  |       |  |  |          |  |  |           |  |
|                              |   | …                           |                           |  |  |       |  |  |          |  |  |           |  |